# Upton (Massachusetts)
Upton es un pueblo ubicado en el condado de Worcester en el estado estadounidense de Massachusetts. En el Censo de 2010 tenía una población de 7.542 habitantes y una densidad poblacional de 133,59 personas por km².

## Geografía
Upton se encuentra ubicado en las coordenadas 42°10′36″N 71°36′13″O / 42.17667, -71.60361. Según la Oficina del Censo de los Estados Unidos, Upton tiene una superficie total de 56.46 km², de la cual 55.86 km² corresponden a tierra firme y (1.05%) 0.59 km² es agua.

## Demografía
Según el censo de 2010, había 7.542 personas residiendo en Upton. La densidad de población era de 133,59 hab./km². De los 7.542 habitantes, Upton estaba compuesto por el 95.31% blancos, el 0.76% eran afroamericanos, el 0.16% eran amerindios, el 2.15% eran asiáticos, el 0.01% eran isleños del Pacífico, el 0.25% eran de otras razas y el 1.37% pertenecían a dos o más razas. Del total de la población el 1.58% eran hispanos o latinos de cualquier raza.